# Andreas Cellarius

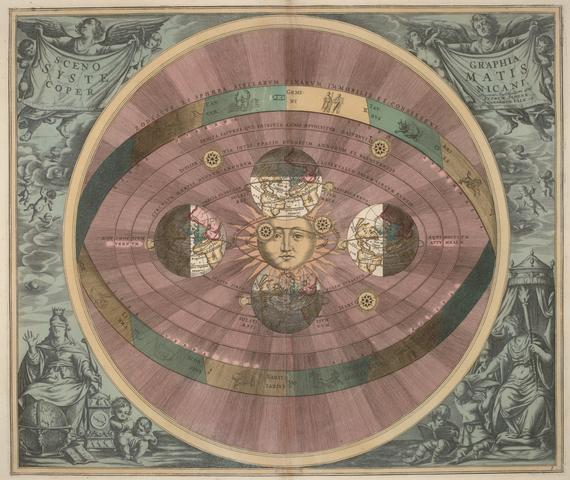
Representação do Universo de acordo com o sistema heliocêntrico em Harmonia Macrocosmica.

Andreas Cellarius (Neuhausen 1596 — Hoorn, 1665) foi um cartógrafo holandês-alemão, mais conhecido por seu Harmonia Macrocosmica de 1660, um grande atlas estelar publicado por Johannes Janssonius em Amesterdã.
Nasceu em Neuhausen, perto de Worms, na Alemanha, e foi educado em Heidelberg. O protestante Cellarius pode ter deixado Heidelberg, no início da Guerra dos Trinta Anos, em 1618 ou em 1622, quando a cidade entrou em mãos católicas. Em 1625 casou com Catharina Eltmans em Amesterdã, onde trabalhou como mestre de uma escola latina. Após uma breve estadia em Haia, a família mudou-se para Hoorn. De 1637 até a sua morte foi reitor da Escola Latina em Hoorn.
Ele também publicou livros sobre fortalezas e sobre a Polónia.